# Bulgaarse volkstelling van 2021
De Bulgaarse volkstelling (of census) van 2021 (Bulgaars: "Преброяване на населението в България през 2021 г.", transliteratie: Prebrojavane na naselenieto v Balgarija prez 2021 g.) is een nationale volkstelling, ingesteld door het Nationaal Statistisch Instituut van Bulgarije, die van 7 september tot 3 oktober 2021 is gehouden. De volkstelling is in twee fases verdeeld: van 7 tot 17 september 2021 is er een mogelijkheid om een elektronische volkstellingsformulier in te vullen, terwijl van 18 september tot 3 oktober 2021 tellers van deur tot deur gaan met een vragenlijst om informatie te verzamelen. De volkstelling van 2021 is de achttiende volkstelling op rij in de demografische geschiedenis van Bulgarije. De definitieve resultaten over de bevolking naar geslacht, leeftijd en burgerlijke stand zijn op 3 oktober 2022 gepubliceerd.
Volgens de preliminaire resultaten telde Bulgarije op 7 september 2021 6.520.314 inwoners in 2.813.847 huishoudens, oftewel een gemiddelde huishoudensgrootte van 2,3 personen per huishouden. De bevolking is met ruim 844.000 personen (oftewel: -11,5%) afgenomen ten opzichte van 2011, hetgeen de grootste daling in de afgelopen vier decennia is. Volgens de definitieve resultaten had Bulgarije een bevolking van 6.519.789 inwoners op 7 september 2021, waarvan 3.383.527 vrouw (51,9%) en 3.136.262 man (48,1%).
De data bevatten statistieken over de bevolkingsomvang, aantal huishoudens, gender, leeftijdsopbouw en -verwachting, geboorteplaats, alfabetiseringsgraad, burgerlijke staat, religie, moedertaal, etniciteit, economische participatie, onderwijs, nataliteit, werkgelegenheidscijfers en beroepsindeling.
Ergens in november zullen gegevens worden vrijgegeven over etnisch-culturele kenmerken - etniciteit, moedertaal, religie en religiositeit, evenals over migratie - interne migratie, immigranten en woon-werkverkeer.
In december worden de resultaten van de steekproefenquêtes - "Vruchtbaarheid en reproductief gedrag van de bevolking" en "Migratie- en migratiegedrag van de bevolking" van de bevolking bekendgemaakt.
In januari en februari 2023 zullen geospatiale gegevens (coördinatenraster met een ruimtelijke resolutie van 1 vierkante km) worden gepresenteerd over het aantal inwoners, informatie over woongebouwen en woningen, woonomstandigheden, huishoudens en gezinnen in het land.